# Geoffrey de Mandeville (1er comte d'Essex)
Pour les articles homonymes, voir Geoffrey de Mandeville.
Geoffrey (II) de Mandeville (1092 - 1144), 1er comte d'Essex, constable de la Tour de Londres, shérif de la Cité de Londres, du Middlesex, d'Essex et du Hertfordshire, fut un important baron anglo-normand, l'un des principaux acteurs de la guerre civile connue sous le nom d'Anarchie anglaise (1138-1153), qui opposa le roi Étienne d'Angleterre à Mathilde l'Emperesse pour la couronne d'Angleterre.

## Biographie

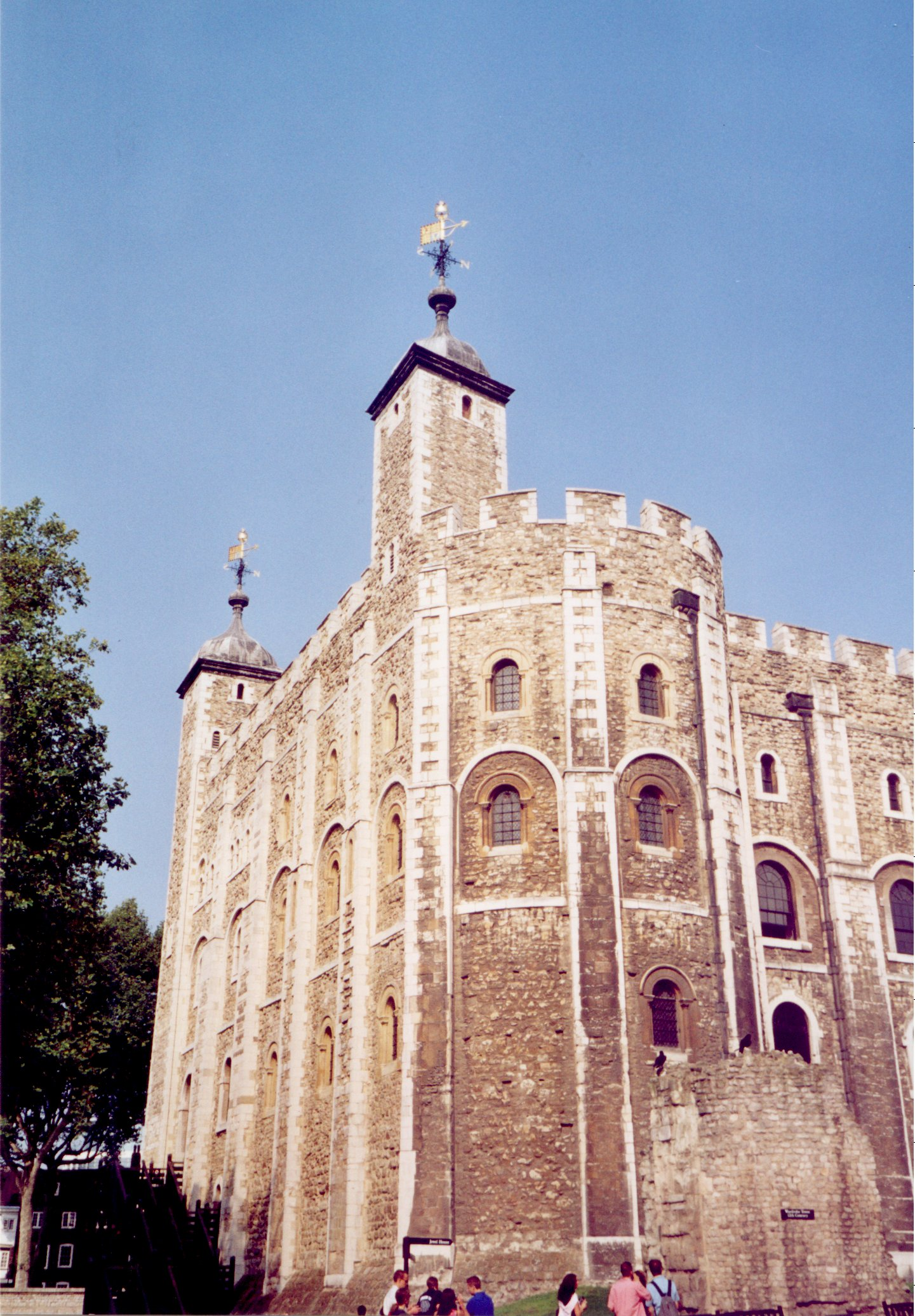
La tour blanche de la Tour de Londres.

### Début de carrière
Il est le fils et héritier de Guillaume (I) de Mandeville († entre 1105 et 1116), et de Margaret de Rye,, fille et héritière d'Eudes de Ryes, lord de Colchester et sénéchal d'Henri Ier.
D'après une charte de 1140, son grand-père, Geoffroy (I), avait été le constable de la Tour de Londres ainsi que shérif d'Essex, de Londres, du Middlesex et du Hertfordshire. Après la conquête normande de l'Angleterre, il est le onzième baron le plus riche du royaume avec un revenu annuel de 740 livres sterling. Contrairement aux autres barons de cette importance, il est issu d'une famille d'importance mineure en Normandie. Son fils Guillaume (I), le père de Geoffrey (II), hérite de ses possessions et de la garde de la Tour de Londres. Mais en 1101, Rainulf Flambard s'en échappe, peut-être avec sa complicité. Il est frappé par une très lourde amende de 2200 livres sterling, et ses trois meilleures seigneuries sont confisquées le temps qu'il paye sa dette. Cette mésaventure se répercute évidemment sur le standing de sa famille dans le baronnage. À sa mort entre 1105 et 1116, Geoffrey probablement toujours mineur, hérite du patrimoine toujours amputé. Les Pipe rolls de 1130 montrent qu'il lui reste toujours 870 livres sterling à payer sur l'amende de 1101. Sa mère se remarie avec Othuer, le fils illégitime d'Hugues d'Avranches, le vicomte d'Avranches et comte de Chester, qui est tuteur de Guillaume Adelin, le fils et héritier présomptif du roi Henri Ier d'Angleterre. Othuer obtient, bien avant la mort d'Eudes le Sénéchal, les trois seigneuries confisquées aux Mandeville, ainsi que la jouissance de la Tour de Londres. Les chances de Geoffrey de Mandeville de reconstituer son patrimoine s'amenuisent alors considérablement. Mais en novembre 1120, Othuer et le fils du roi trouvent la mort dans le naufrage de la Blanche-Nef. Les événements sont en faveur de Geoffrey, les seigneuries perdues sont à nouveau en possession de la couronne.

### Le début de la guerre civile
Avant la mort d'Henri Ier d'Angleterre en 1135, Mandeville est témoin de trois de ses chartes alors qu'il est campagne contre Guillaume Talvas de Ponthieu. Pour C. Warren Hollister, cela suggère qu'il essaie de revenir en grâce par le biais d'une entrée dans la maison militaire du roi. Mais cela ne change rien à sa situation dans les dernières années de vie du roi. C'est normalement Mathilde l'Emperesse, la fille d'Henri Ier qui doit lui succéder, mais son cousin Étienne de Blois usurpe le trône et se fait couronner à sa place.
Durant les premières années du règne d'Étienne d'Angleterre, sa situation n'évolue pas. En 1138, des mouvements en faveur de Mathilde l'Emperesse, dans le sud-est du royaume font leur apparition. En 1139, celle-ci débarque en Angleterre, et c'est le début de la guerre civile dite l'Anarchie sur le sol anglais. Le roi Étienne est obligé, pour contrer les rebelles, de déléguer à des barons locaux une partie de ses pouvoirs. Les événements sont à nouveau en sa faveur, et il est créé comte d'Essex en décembre 1139 et décembre 1140. Peut-être à l'occasion de cette nomination, il retrouve son droit héréditaire à la châtellenie de la Tour.
Guillaume de Newburgh, un historien du XIIe siècle, raconte un épisode qui a été accepté avec prudence par les historiens actuels. Vers 1141 à Londres, Mandeville enlève Constance, la sœur de Louis VII de France, qui est en Angleterre car elle a été promise en mariage à Eustache, le fils d'Étienne, dans le cadre d'une alliance. Il la détient prisonnière à la Tour de Londres jusqu'à ce qu'il la relâche sur la demande insistante du roi. D'après l'historien, Étienne garde son calme tout le long de cet épisode, mais il ne pardonnera jamais au comte. 

### Au cœur de la guerre civile
Après la capture du roi à la bataille de Lincoln le 2 février 1141, et la lutte pour Londres, Mandeville devient un personnage clef pour le parti angevin de Mathilde l'Emperesse, du fait de la localisation de ses possessions autour de Londres. Comme beaucoup d'autres barons il passe alors dans le camp de celle-ci, et vers le milieu de l'été à Westminster, il obtient en récompense de nombreuses concessions. L'Emperesse reconnaît son titre de comte d'Essex et lui en donne en plus le third penny (un tiers des taxes et amendes collectées par le shérif du comté). Elle lui donne la possession de tous les fiefs que son grand-père possédait (donc avec les trois seigneuries perdues), dont le château de Walden. Il obtient en plus les offices de shérif et justicier d'Essex par droit héréditaire, et d'autres propriétés et seigneuries appartenant à la couronne. 
Il combat dans le camp royaliste à la bataille de Winchester qui, en septembre 1141, voit la déroute angevine, et la capture du comte Robert de Gloucester, le chef militaire de Mathilde l'Emperesse, ainsi que son demi-frère. Un peu plus tard, après un échange de prisonnier, le roi est libéré. Durant les fêtes de Noël à Cantorbéry, une seconde charte signée par le roi Mandeville se voit confirmer tout ce qu'il a reçu de l'Emperesse, et obtient en plus des terres de la couronne rapportant environ 300 livres sterling annuellement, un fief devant un service de 60 chevaliers, et les offices de shérif et de justicier de Londres, du Middlesex et du Hertfordshire, par droit héréditaire.

### L'archétype du baron vénal de l'Anarchie?
Il existe en tout quatre chartes datant de la période 1140-1142 concernant des dons faits à Mandeville, deux par Étienne, et deux par l'Emperesse. Le classement chronologique des deux dernières est disputé, ce qui a conduit à deux interprétations différentes de l'attitude de Mandeville durant le conflit. Pour J. H. Round (1892), qui classe les chartes par ordre croissant de l'importance des concessions qui sont faites au baron, il change trois fois de camp. Pour Round, Mandeville revient dans le camp du roi au moment de sa libération (septembre 1141), puis repart dans le camp de l'Emperesse pour y recevoir d'autres concessions vers 1142. Celles-ci, mentionnées dans la seconde charte de l'Emperesse, sont la confirmation des terres que possédait son grand-père Geoffrey (I), augmentées des terres de son autre grand-père Eudes le Sénéchal en Normandie et en Angleterre, et de son office de sénéchal royal. 
Round en concluT alors que Mandeville est l'archétype parfait du baron qui exploite l'anarchie féodale du règne d'Étienne pour promouvoir au mieux son intérêt personnel, en vendant sa loyauté au plus offrant. Dans la tradition historique anglaise, c'est un personnage avide, impitoyable et factieux. 
Cette vision reste le point de vue traditionnel jusqu'à la thèse de Round soit revisitée par R. H. C. Davis à partir de 1964,. Pour lui, Mandeville ne change pas de camp trois fois, mais seulement deux. Dans sa chronologie, les deux chartes de l'Emperesse en sa faveur sont émises durant l'emprisonnement d'Étienne. Cela donne une image bien différente de lui, car d'autres barons agirent ainsi, y compris le propre frère d'Étienne, l'évêque de Winchester Henri de Blois. En 1988, la chronologie proposée par Davis fut à son tour contestée par J. O. Prestwich, qui soutenait la chronologie de Round. Toutefois Prestwich brosse un portrait bien différent de celui de Round, car pour lui Mandeville est un royaliste qui, par tradition familiale, cherche à s'élever dans le baronnage en se mettant au service du roi. En cela, il est l'exact opposé de Ranulph de Gernon, le 4e comte de Chester, qui cherche l'indépendance du pouvoir royal. 
L'analyse de Prestwich permet de donner de lui une vision plus nuancée et réaliste, celle d'un baron dont les traditions familiales de fidélité et de loyauté à son souverain sont compromises par les contraintes et les pressions contradictoires de la guerre civile,. Son mariage à la fille d'Aubrey II de Vere, un important officier de la cour d'Henri Ier, semble s'inscrire exactement dans ce schéma.
L'auteur inconnu de la chronique Gesta Stephani le décrit ainsi :
« Remarquable pour l'habilité de son esprit acéré, admirable pour la fermeté de son courage inflexible dans l'adversité et son excellence dans l'art de la guerre. Dans l'importance de sa richesse et la splendeur de sa position, il surpassait tous les principaux hommes du royaume [...]. Partout dans le royaume il prit la place du roi, dans toutes les transactions [il] fut écouté plus attentivement que [lui] et fut mieux obéi quand il donna des ordres. »
En 1142, il va déloger une troupe de rebelles de l'île d'Ely sur ordre du roi. Mais sa position lui attire beaucoup de jalousie, et ses ennemis persuadent Étienne de se débarrasser de lui. Il est arrêté à la cour royale qui se tient à St Albans, en septembre 1143. C'est une chose normalement inconcevable dans les coutumes féodales, car le roi doit la sécurité à ses sujets lorsqu'ils sont à sa cour. Mais Étienne passe outre, comme il le fera en 1146 avec Ranulph de Gernon. Mandeville est emprisonné et forcé à rendre toutes ses terres et tous ses châteaux. Pour C. Tyerman, en arrêtant son baron, Étienne essaie de corriger une situation intenable. En effet, il avait donné à Mandeville le château le plus important du royaume, et l'autorité sur les quatre comtés les plus proches du siège du gouvernement. Cette donation héréditaire signifiait tout simplement la fin de la monarchie anglaise en tant que gouvernement effectif. Cela permet de se rendre compte de la situation précaire ou de la naïveté du gouvernement d'Étienne. Ou alors, et c'est plus compréhensible, qu'Étienne n'avait pas grande foi en la pérennité des alliances politiques, ou dans les accords conclus pour se les assurer.

### Rébellion et fin
Peu après, Étienne commet une nouvelle erreur en le relâchant. Aussitôt libre, se sentant trahi, il rassemble ses hommes et lance une campagne de destruction et de pillage dans les Fens et l'Est-Anglie, en partie afin de récupérer ses pertes, le roi lui ayant tout pris. Il pille Cambridge et l'Île d'Ely, ainsi que toutes les maisons ecclésiastiques qui sont sur son chemin, ce qui entraîne son excommunication.
Il installe ses quartiers à l'abbaye de Ramsey, et reçoit l'aide de ses beaux-frères Guillaume de Say et Hugues Bigot, le 1er comte de Norfolk. Il est gravement blessé durant son siège du château royal de Burwell (Cambridgeshire), en août 1144. Il meurt le 26 septembre à Mildenhall (Suffolk). Étant frappé d'interdit, son corps n'est pas enterré avant 1163 après avoir été absous par le pape Alexandre III. Il est inhumé à l'Église du Temple de Londres.
Pour C. Tyerman, sa dernière erreur est d'être perçu comme un persécuteur de l'Église, et de voir sa réputation réduite à néant après l'attaque sur Ramsey. Pour C. Warren Hollister, il ne fut sûrement pas le baron avide et renégat qui a longtemps été décrit. Son changement d'allégeance fut dicté par la nécessité du moment, après quoi il resta loyal au roi et chercha l'avancement de sa famille à son service.

### Famille et descendance
Il épouse Rohaise de Vere († peu après 1166), fille d'Aubrey II de Vere, chambellan d'Angleterre, et de Adelisa de Clare.
- Geoffrey († 1166), reçoit les terres de son père par donation de Mathilde l'Emperesse à Devizes, avant 1147. Le titre de comte d'Essex lui est restauré en 1156 par Henri II ;
- Guillaume II († 1189), il succède à son frère comme comte d'Essex en 1166. Il devient comte d'Aumale (ou comte d'Albemarle) de jure uxoris en épousant Hawise d'Aumale, fille de Guillaume le Gros.
- Robert († avant 1189)[12].

Un fils illégitime :
- Arnulf († 1178), probablement l'aîné de ses fils[1].

### Sources
- « Geoffrey de Mandeville », Christopher Tyerman, Who's Who in Early Medieval England, 1066-1272, Shepheard-Walwyn, 1996 (ISBN 0856831328), p. 149-151.
- C. Warren Hollister, « Mandeville, Geoffrey de, first earl of Essex (d. 1144) », Oxford Dictionary of National Biography, Oxford University Press, 2004.
- Comte d'Essex sur Medieval Lands.